# Mlada
Mlada va ser una abadessa benedictina i fundadora del primer monestir a Bohèmia. El 965 va emprendre un viatge diplomàtic a Roma per advocar per la creació de la diòcesi de Praga.

## Biografia
Mlada era la filla menor del príncep bohemi Boleslau I. La Chronica Boemorum del segle xii, realitzada per Cosmas de Praga la descriu com una dona educada; va estudiar llatí i va estar destinada a una carrera clerical. Entre els anys 965 i 969 va ser enviada pel seu pare a Roma per reunir-se amb el papa Joan XIII i demanar permís per establir una diòcesi separada per Bohèmia i Moràvia. Les negociacions eren difícils. Bohèmia formava part de la diòcesi de Ratisbona i el bisbe Michael es va negar a renunciar als ingressos de les esglésies txeques durant la seva vida (va morir el 23 de setembre del 972). L'aprovació per a la ruptura de la diòcesi només va ser concedida pel seu successor, Wolfgang de Ratisbona. Mlada va deixar Roma a l'hivern de 972 i va tornar a Praga. El permís eclesiàstic va ser seguit per negociacions seculars. Després de la reunió de la Dieta a Quedlinburg el març del 973, es va aconseguir l'aprovació de la fundació de la diòcesi, però va ser necessari esperar fins al 976, quan Dětmar va ser ordenat com el primer bisbe de Praga.
Un altre resultat de la missió diplomàtica de Mlada va ser el permís per fundar un monestir a Praga. Durant la seva estada a Roma, va ingressar a l'ordre de Sant Benet, va adoptar com a nom religiós Maria, i va ser ordenada com a abadessa. Així va poder dirigir l'abadia recentment formada a l'església de Sant Jordi al castell de Praga, la primera congregació a Bohèmia. Va ocupar aquest càrrec fins a la seva mort.
Les fonts contemporànies no informen ni la data de naixement ni la data de mort de Mlada. L'esmentada cita que afirma que va morir el 9 de febrer de 994 es remunta al jesuïta Georgio Crugerio i data del 1669, basada en la tradició oral del monestir. Les benedictines del monestir de Sant Jordi no han pogut obtenir un estatus oficial com a "sant" o "beat" per a la seva fundadora i, per tant, se la coneix com a "venerable".
La seva tomba es troba localitzada a la Capella de Maria de l'antic Monestir de Sant Jordi, però les investigacions arqueològiques no han pogut establir més enllà d'un dubte raonable que la persona enterrada allí sigui precisament l'abadessa Mlada.

## Literatura i fonts
- Cosmas of Prague, Chronica Boemorum. Edition by Berthold Bretholz, Berlin 1923, MGH SS Rer. Germ. N. S[Enllaç no actiu].
- Jiří Sláma. "Výkladový heslář vybraných historických osob, míst a reálií". In: Rostislav Nový, Jiří Sláma, Jana Zachová: Slavníkovci ve středověkém písemnictví. Prague, Vyšehrad 1987.
- Petr Sommer. "Kaple Panny Marie v klášteře sv. Jiří na Pražském hradě a začátky české sakrální architektury". In: Přemyslovský stát kolem roku 1000: na pamět knížete Boleslava II (7. února 999). Prague, Nakl. Lidové Noviny, 2000. ISBN 80-7106-272-3.